# Johannes von Khevenhüller-Metsch

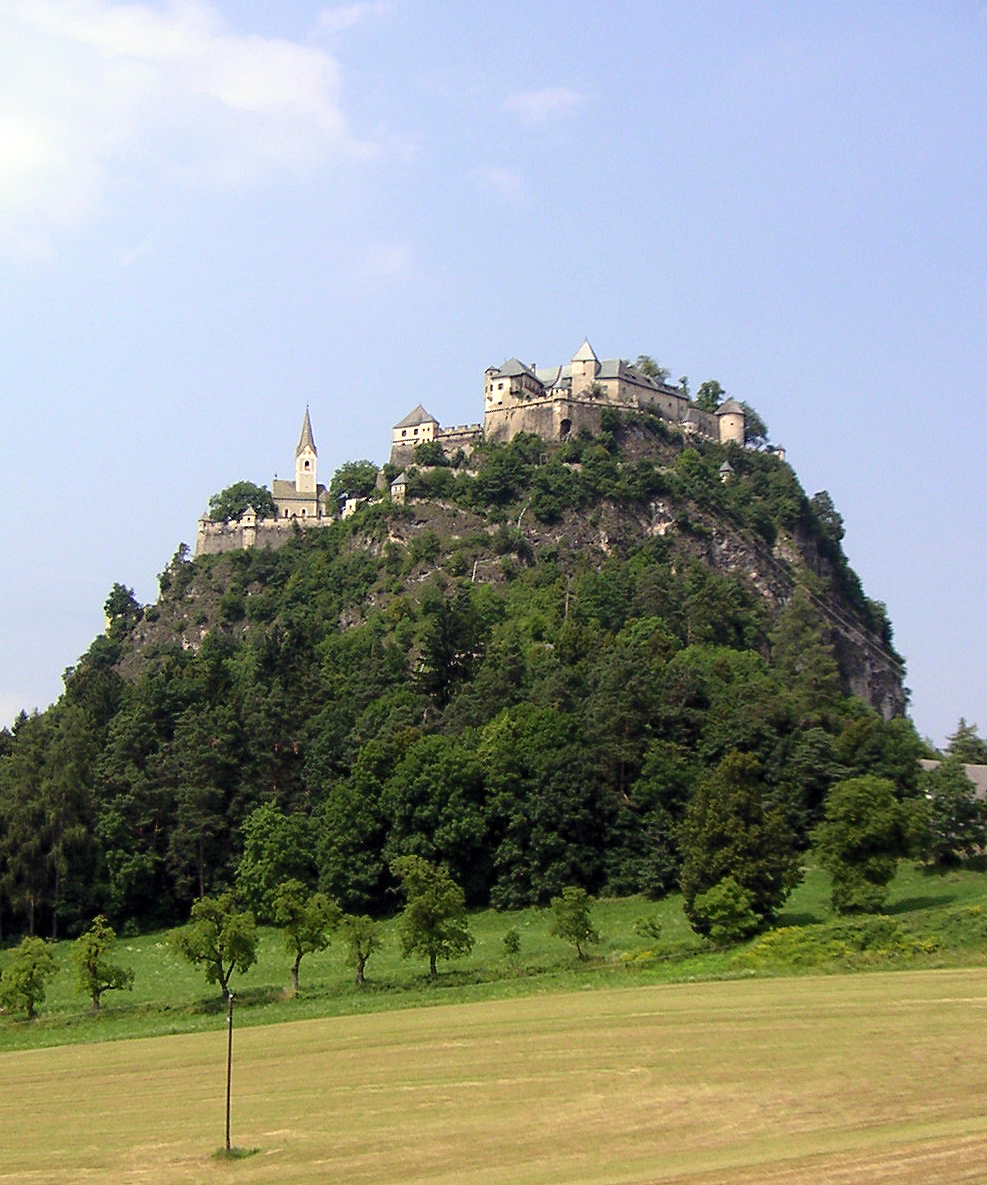
Burg Hochosterwitz

Maria Johannes Franz Xaver Lazarus Maximilian Felix Hubertus 10e Fürst von Khevenhüller-Metsch (Lugano-Sorengo, 20 november 1956) is de tiende vorst en het huidige hoofd van het hoogadellijke en ebenbürtige huis Khevenhüller-Metsch.

## Biografie
Khevenhüller-Metsch werd geboren als zoon van Max 9e Fürst von Khevenhüller-Metsch (1919-2010), die hij in 2010 als hoofd van het huis en vorst opvolgde, en Wilhelmine Gräfin Henckel von Donnersmarck (1932), lid van de familie Henckel von Donnersmarck. Hij trouwde in 1986 met Donna [jkvr.] Camillia Borghese (1962), dochter van dr. ir. Giovanni Borghese, prins van Nettuno en lid van de familie Borghese, uit welk huwelijk vier dochters werden geboren. Hij is sociaal-agrarisch econoom en ridder van eer en devotie van de Souvereine Orde van Malta. Zijn broer bewoont Schloß Pellendorf, zijn andere broer Schloß Niederosterwitz.
Als hoofd van het huis Khevenhüller-Metsch draagt hij het predicaat Doorluchtigheid en de titels van Fürst von Khevenhüller-Metsch und Aichelberg, Graf zu Hohenosterwitz und Annabüchl, Freiherr zu Landskron und Wernberg, Erbherr auf Carlsberg, Riegersburg und Ladendorf. Sinds 1571 is de familie in het bezit van de Burg Hochosterwitz.